# Sint-Pietersbandenkerk (Merelbeke)

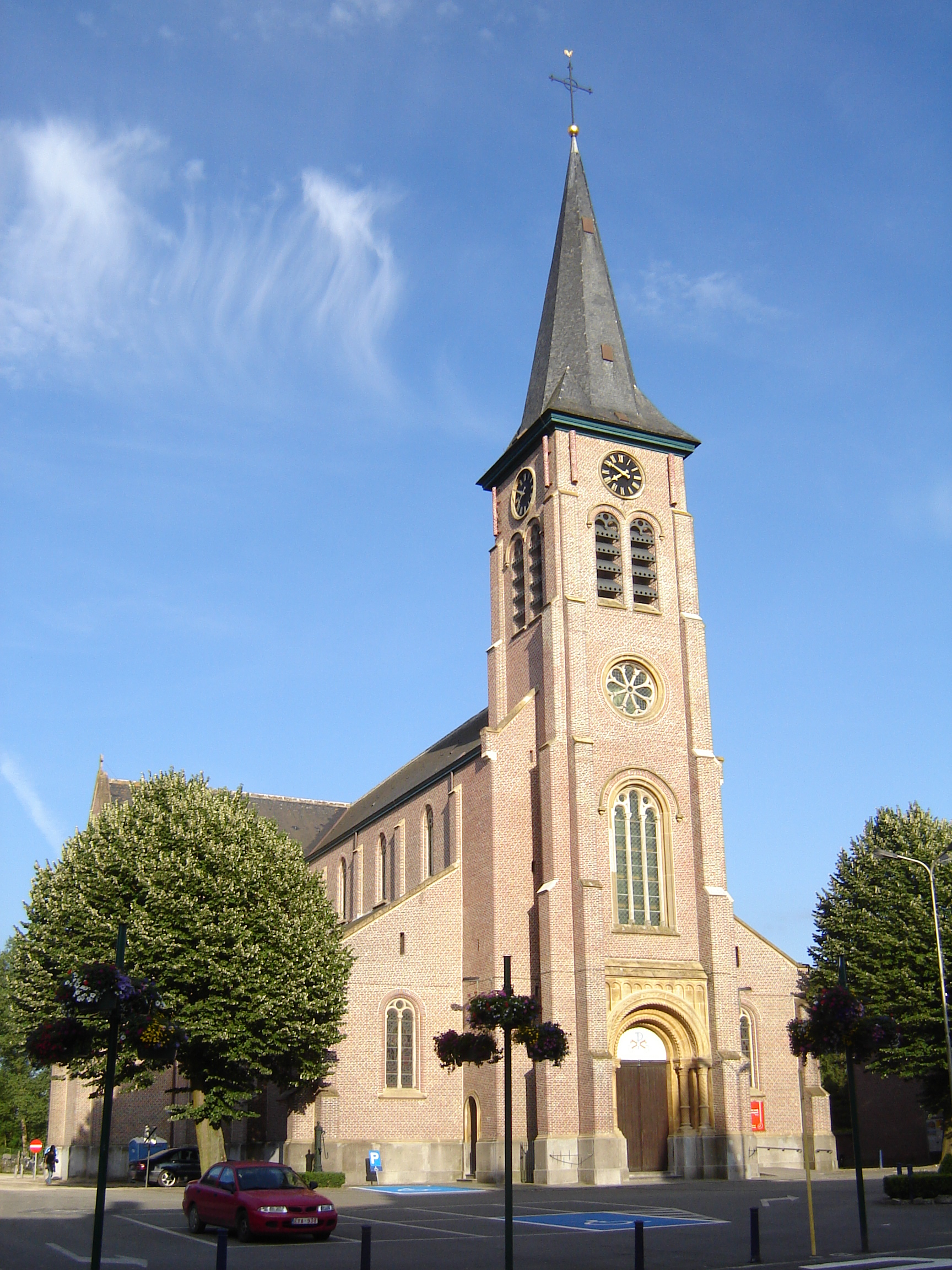
De Sint-Pietersbandenkerk

De Sint-Pietersbandenkerk is een kerkgebouw in de Belgische gemeente Merelbeke. De kerk is toegewijd aan de bevrijding van de apostel Petrus.

## Architectuur
Deze bakstenen kerk is een ontwerp van architect de Perre-Montigny in neoromaanse stijl. De bouw startte in 1868 en de kerk was voltooid in 1872; de inwijding volgde in 1874. Dit gebedshuis verving de in 1874 gesloopte kerk aan de Pontweg bij de Schelde, aan het westelijk uiteinde van de Kerkstraat.
De 45 m hoge kerktoren is ingebouwd in deze basilicale, driebeukige kerk met een priesterkoor van twee traveeën. Het is sober uitgevoerd met steunberen die de hoogte van het schip versterken en met rondboogvensters. Het portaal is omlijst met een rondboog op zuilen.

## Interieur
In de kerk is neogotische polychromie prominent aanwezig. De zijbeuken zijn uitgevoerd met kruisribgewelven en de zuilen vertonen kapitelen met polychromie. Een 18e-eeuws gepolychromeerd houten beeld van de heilige Eligius en een 18e-eeuwse doopvont met koperen deksel met slang uit het eerste kwart van de 19e eeuw versieren verder het interieur.